# Nick Dinsmore
Nicholas David Dinsmore (17 de diciembre de 1975) es un luchador profesional estadounidense, más conocido por su nombre artístico Eugene, conocido por su trabajo en la WWE como entrenador y luchador. Dinsmore es conocido por su trabajo en Ohio Valley Wrestling y World Wrestling Entertainment.
Entre sus logros destacan el haber sido una vez Campeón Mundial en Parejas de la WWE junto a William Regal, diez veces Campeón Peso Pesado de la OVW y once veces Campeón Sureño en Parejas de la OVW, 10 veces junto a Rob Conway y una junto a Flash Flanagan.

## Carrera

### Inicios
Dinsmore hizo su debut en 1997 luchando en la United States Wrestling Association, hasta que fue contratado por la Ohio Valley Wrestling.

### World Wrestling Federation/ Entertainment (1998-2007)

#### Ohio Valley Wrestling (1998-2004)
Más tarde entró fue contratado por la Ohio Valley Wrestling, donde luchó bajo su nombre real haciendo equipo con Rob Conway, dúo que fue llamado "The Lords of the Ring". El equipo batió un récord de diez reinados como Campeones Sureños por Parejas. En adición, Dinsmore batió otra marca ganando el Campeonato Pesado ocho veces. Siguiendo en la OVW, hizo algunas apariciones en la World Wrestling Federation, el primero de los cuales ocurrió en Shotgun Saturday Night en 1999. Luego luchó bajo el gimnick de Doink the Clown en dos ocasiones, y formó parte de Los Conquistadores con Conway. Además ganó el Campeonato de la OVW nueve veces, batiendo un tercer récord. También hizo algunas apariciones en la World Championship Wrestling en dos episodios de Thunder en la racha de derrotas de Ernest Miller y Kanyon, respectivamente; luego aparecería en Nitro dos veces con dos combates perdidos, contra Scott Steiner y Wrath.

#### 2004-2005
El 5 de abril de 2004, en Raw, Dinsmore hizo su debut en la WWE como Eugene Dinsmore, más tarde acortado a Eugene. Su gimmick era el de un sobreexcitado y excéntrico fan de la lucha libre con ligeros problemas de autismo, sobrino (kayfabe) del entonces mánager general de RAW Eric Bischoff, que lo puso al cuidado del retornante William Regal. En mayo de ese mismo año tuvo un feudo con Jonathan Coachman, que intentó desterrarle de la WWE, siendo detenido por The Rock. El feudo acabó en el primer evento de Eugene, derrotando a Coachman en Bad Blood. Tras esto, Dinsmore tuvo un corto feudo con Triple H, al que se enfrentó en SummerSlam, perdiendo Eugene.
Eugene, con William Regal como su aliado, inició un feudo con su (kayfabe) tío Eric Bischoff. La storyline acabó en Taboo Tuesday, donde los fanes votaron las estipulaciones del combate, siendo elegido que el perdedor debería afeitarse la cabeza. Finalmente, Dinsmore ganó, por lo que Bischoff fue rapado con la asistencia de Vince McMahon. Siguiendo con su alianza con Regal, Eugene ganó con él su primer y único Campeonato Mundial en Parejas con él, tras derrotar a La Résistance el 15 de noviembre en RAW. Sin embargo, Dinsmore se lesionó en New Year's Revolution en un combate contra Christian & Tomko tras fallar una dropkick, rompiéndose un tendón de la rótula y recibiendo cirugía que le mantuvo inactivo durante varios meses. Esto hizo a Regal y a él perder el Campeonato en Parejas, ya que Regal forzado a hacer equipo con Jonathan Coachman para defender el título, fracasando en el intento.
Durante su recuperación, Eugene hizo una aparición sorpresa WrestleMania 21, donde hizo un promo interrumpido por Muhammad Hassan & Daivari, que luego atacaron a Dinsmore, pero fue salvado por Hulk Hogan.
Regresó al ring el 24 de julio de 2005 en RAW, tomando parte en el "Kurt Angle Invitational". En él derrotó a Kurt Angle y ganó su medalla de oro, provocando un feudo entre ambos. El feudo acabó en SummerSlam, donde Angle le derrotó y recuperó su medalla. Tras esto, Eugene formó equipo con Tajiri, quien también había formado equipo con William Regal. El equipo duró hasta que Tajiri fue despedido de la empresa.
En Taboo Tuesday Conway hizo equipo con Tyson Tomko para enfrentarse a Eugene y a una leyenda que sería votada por los fanes entre Jimmy "Superfly" Snuka, Kamala y Jim Duggan, saliendo elegido Snuka y ganando él y Eugene la lucha.
El 18 de noviembre de 2005, WWE.com informó que Dinsmore había sido llevado al hospital tras pasar la noche anterior en el vestíbulo de un hotel. Un nuevo informe días después dijo que anunció que Dinsmore había daclarado tomar drogas, más concretamente somas, por prescripción médica. Esto coincidió con el anuncio de la WWE de la nueva política de drogas tras la muerte de Eddie Guerrero debido a una insuficiencia cardiaca agravada por un historial de uso indebido de drogas.

#### 2006-2007
Dinsmore hizo su retorno a la WWE durante la Royal Rumble de 2006, entrando el número dieciocho y siendo eliminado por Chris Benoit. Luego, en Backlash comenzó un feudo con Matt Striker tras interrumpir el segmento "Matt Striker's Classroom" del evento y atacar a Striker. Finalmente Striker ganaría en el feudo.
Después de hacer una aparición en One Night Stand 2006 formó equipo con "Hackshaw" Jim Duggan. Más tarde, Eugene retó a Umaga a un combate en Vengeance, donde Duggan, Doink the Clown y Kamala estuvieron en el ring, pero Dinsmore fue derrotado. Tras esto, derrotó en un Handicap Match contra Vince y Shane McMahon por una interferencia de D-Generation X en su ayuda. El 3 de septiembre, en RAW, Eugene y Duggan lucharon contra los entonces Campeones por Parejas Spirit Squad, pero perdieron después de un roll-up de Kenny a Duggan usando las cuerdas. En la revancha, se dijo que el equipo perdedor debería separarse; tras la derrota de Dinsmore y Duggan, Eugene atacó a su compañero, convirtiéndose en heel por primera vez. Sin embargo, pronto Eugene volvió a ser face al burlarse de King Booker y Matt Striker y luchó sobre todo en Heat.

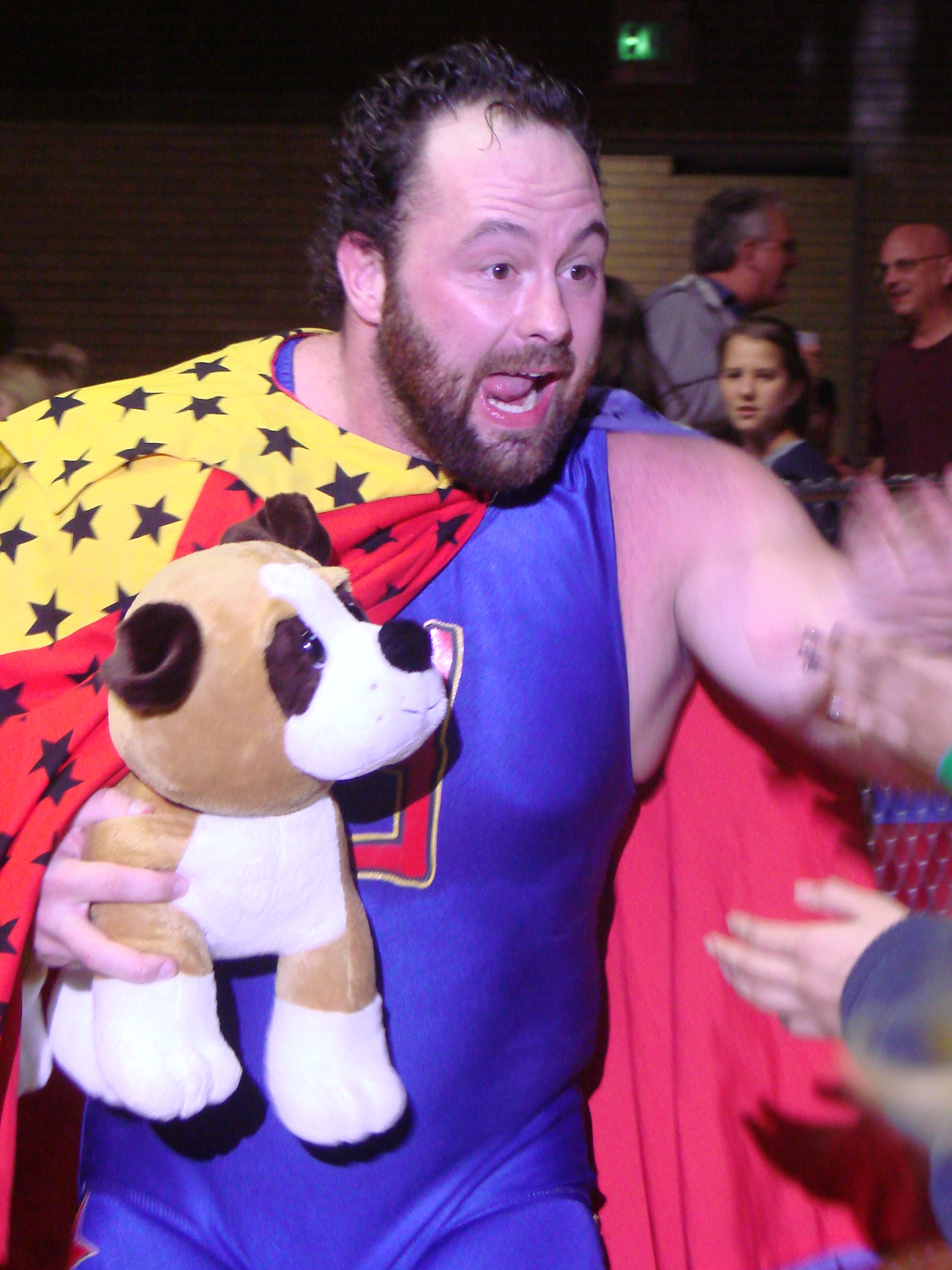
Dinsmore con su vestimenta de superhéroe.

En el episodio del 19 de marzo de RAW, Eugene compitió contra Umaga como castigo por haber derramado una bebida sobre Vince McMahon. Tras el combate, Vince afeitó la cabeza a Dinsmore.
Eugene hizo una aparición en la edición de 2007 de Saturday Night's Main Event, donde comenzó a llevar un nuevo atuendo basado en el traje de Superman. Hizo equipo con Kane y Doink the Clown (Matt Osborne) para derrotar a Kevin Thorn, Viscera y Umaga.
El 17 de junio Dinsmore fue drafteado a SmackDown! como la última selección del Supplementary Draft. Debutando en esa marca, perdió rápidamente ante The Great Khali tras un chokeslam. Luego fue engañado por Deuce 'N Domino para que compitiese contra un luchador que resultó ser Mark Henry, que ganó el combate fácilmente. También participó en el Battle Royal para conseguir el Campeonato Mundial de Peso Pesado, pero fue eliminado. A continuación hizo equipo con Shannon Moore para competir contra los Campeones por Parejas Deuce 'N Domino en una lucha no titular, pero perdieron. Mientras tanto, Eugene comenzó a aparecer en programas de la OVW, derrotando a Armando Alejandro Estrada y a Vladimir Kozlov. Su última aparición en la empresa fue el 31 de agosto en SmackDown!, donde disparó camisetas a la multitud con un cañón de aire comprimido, acertando accidentalmente en el rostro de Mark Henry, que le aplicó un bearhug hasta dejarlo inconsciente. El 1 de septiembre de 2007 Dinsmore fue liberado por la WWE.

### Circuito independiente (2007-2013)
En octubre de 2007, Dinsmore firmó para convertirse en el jefe oficial a cargo de Derby City Wrestling, el grupo de nivel intermedio de afiliados a Ohio Valley Wrestling. En esta posición, sustituyó a Joey Matthews. El 20 de febrero de 2008 Dinsmore volvió a la Ohio Valley Wrestling bajo su auténtico nombre, derrotando a Jay Bradley para ganar su noveno Campeonato Peso Pesado, rompiendo su viejo récord.
En julio de 2009, se informó que Dinsmore había vuelto a firmar con la WWE para ser entrenador en la Florida Championship Wrestling. El 1 de agosto luchó bajo su viejo nombre de Eugene derrotando a Ricky Ortiz en un house show en Mánchester, Nuevo Hampshire. Luego, el 10 de agosto en Raw, compitió contra un luchador enmascarado llamado The Calgary Kid en un Contract in a Pole Match. Tras derrotar a Dinsmore, The Calgary Kid se quitó la máscara y demostró ser The Miz. Cuatro días más tarde, Dinsmore fue liberado de su contrato una vez más, dejando además los terrenos de desarrollo de la WWE.

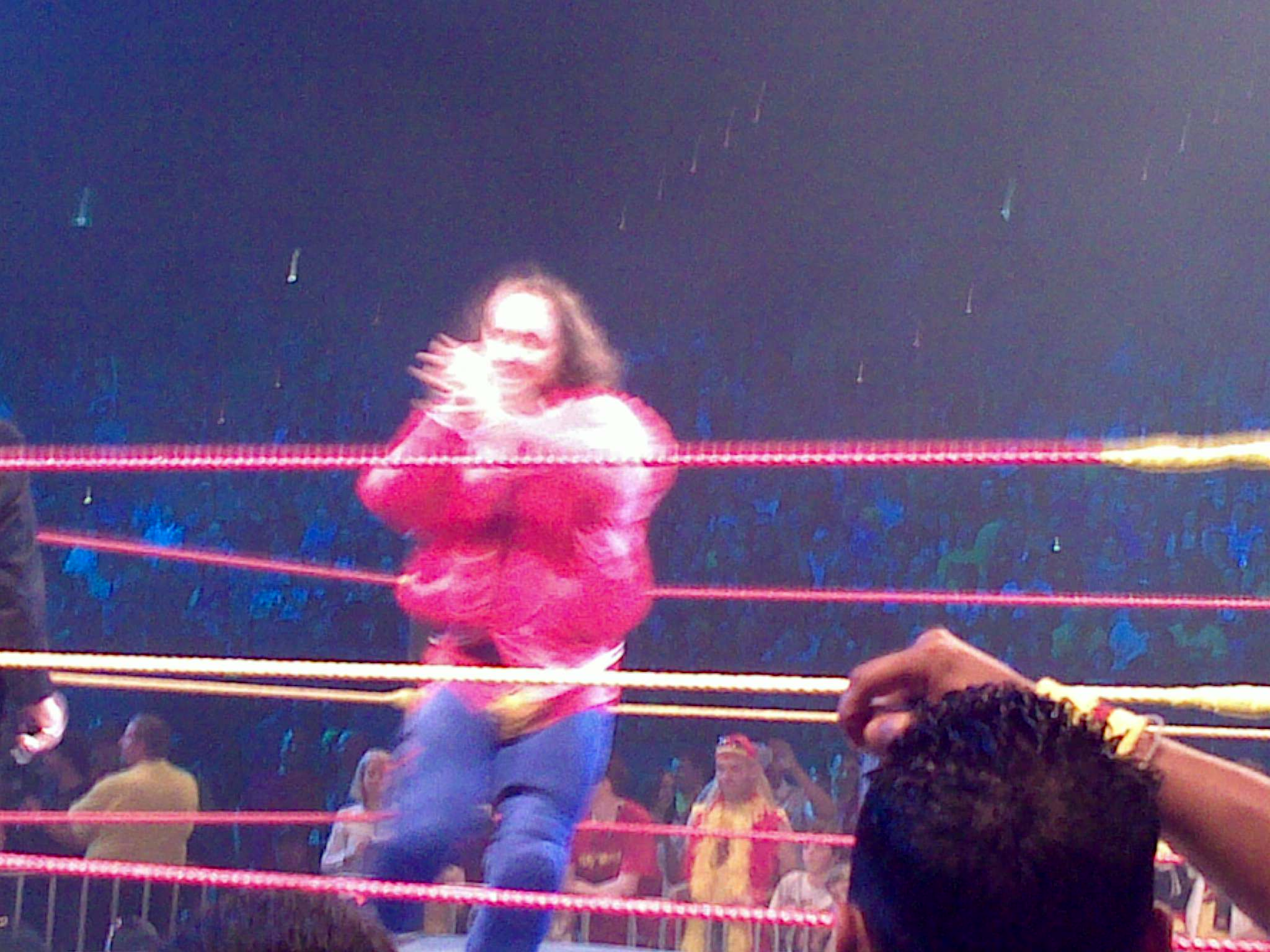
Dinsmore en la Hulkmania Tour.

Tras su salida de la WWE Dinsmore se unió a Hulkamania bajo el nombre de Eugene haciendo equipo con Pimp Father para derrotar a Rock of Love. Tras ello, Dinsmore hizo apariciones en varias otras empresas independientes, así como en la promoción japonesa SMASH. El 3 de septiembre comenzó un feudo con Mike Mondo en la Ohio Valley Wrestling ya que este estaba atacando a sus alumnos. El 10 de octubre, derrotó a Jason Wayne, ganando el Campeonato Peso Pesado de la OVW por décima vez. Sin embargo, lo perdió una semana después ante Rudy Switchblade. Más tarde, participó en el proyecto indio de TNA, Ring Ka King. El 19 de julio de 2012, luchó en un dark match de Impact Wrestling frente a Kazarian. En el verano de 2013, abandonó OVW, siendo sustituido por Matt Cappotelli.

### WWE (2013-2014)
El 19 de septiembre de 2013, se anunció que Dinsmore había firmado un contrato con la WWE, siendo asignado como entrenador a su territorio de desarrollo, NXT. El 2 de octubre de 2014, fue despedido de la WWE, de su puesto como entrenador de NXT.

## En lucha
- Movimientos finales
  - Bridging german suplex[1] - 1998-2004
  - Cloverleaf[19] - 1998-2004
  - Movimientos finales copiados de otros luchadores[1] - 2004-presente
    - Angle Slam (Olyimpic slam) y Angle Lock (Ankle lock) - Parodiado de Kurt Angle
    - Atomic Leg Drop[2] / Leg Drop Of Doom (Running leg drop) - Parodiado de Hulk Hogan
    - Diving frog splash - Parodiado de Eddie Guerrero
    - Dogbutt[20] (Múltiples headbutt con burlas a un oponente caído) - Parodiado de Junkyard Dog
    - Five Knuckles Shuffle (Running fist drop con burlas)
    - FU (Kneeling fireman's carry slam) - Parodiado de John Cena
    - Gory bomb
    - Pedigree[1] (Double underhook facebuster) - Parodiado de Triple H
    - People's Elbow (Running delayed elbow drop con burlas) - Parodiado de The Rock
    - Rock Bottom[1][2] (Side slam)
    - Stone Cold Stunner[1][2] (Stunner) - Parodiado de Stone Cold Steve Austin
    - Three Amigos (Triple vertical suplex) - Parodiado de Chavo Guerrero
    - Three-points stance clothesline - Parodiado de "Hacksaw" Jim Duggan
- Movimientos de firma
  - Airplane spin
  - Backslide pin
  - Crossface[21] - 1998-2004
  - DDT
  - Diving double axe handle
  - Dropkick
  - Drop toehold[20]
  - Electric chair drop
  - Lady of the Lake
  - Inverted atomic drop seguido de atomic drop
  - Rolling armbar[21] - 1998-2004
  - Rolling bodyscisssors
  - Rolling cradle pin[21]
  - Russian legsweep
  - Running headbutt
  - Superkick[21] - 1998-2004
  - Sunset flip[21]
  - Swinging neckbreaker
  - Varios tipos de suplex:
    - Fisherman - 1998-2004
    - Northern lights
    - Vertical suplex
- Managers
  - Christy Hemme
  - Jim Duggan
  - William Regal
  - Ken Kennedy
  - Chris Benoit
- Apodos
  - "Mr. Wrestling" Nick Dinsmore
- Entrance themes
  - "Gladiators" by Jim Johnston (WWE; 2004)
  - "Child's Play" by Jim Johnston (WWE); 2004-2007; 2009)

## Campeonatos y logros
- Heartland Wrestling Association 
  - HWA Heavyweight Championship (1 vez)

- Juggalo Championship Wrestling
  - JCW Tag Team Championship (1 vez, actual) - con Zach Gowen

- Music City Wrestling
  - MCW Noth American Tag Team Championship (1 vez) - con Rob Conway

- Ohio Valley Wrestling 
  - OVW Heavyweight Championship (10 veces)
  - OVW Southern Tag Team Championship (11 veces) - con Rob Conway (10) y Flash Flanagan (1)

- World Wrestling Entertainment 
  - WWE World Tag Team Championship (1 vez) - con William Regal

- Pro Wrestling Illustrated
  - Situado en el N°21 en los PWI 500 del 2004[22]
  - Situado en el N°56 en los PWI 500 del 2005[23]
  - Situado en el N°164 en los PWI 500 del 2006[24]
  - Situado en el N°190 en los PWI 500 del 2007[25]
  - Situado en el Nº101 en los PWI 500 del 2008[26]
  - Situado en el Nº279 en los PWI 500 de 2012[27]